# エドガー郡 (イリノイ州)
エドガー郡 (Edgar County) は、アメリカ合衆国イリノイ州にある郡。人口は約17,660人（2015年推計）である。郡庁所在地はParisである。

## 地理
アメリカ合衆国統計局によると、この郡は総面積1,617 km2 (624 mi2) である。このうち1,615 km2 (624 mi2) が陸地で2 km2 (1 mi2) が水地域である。総面積の0.10%が水地域となっている。

### 隣接する郡
- ヴァーミリオン郡 北
- バーミリオン郡 (インディアナ州) 北東
- ビーゴ郡 (インディアナ州) 南東
- クラーク郡 南
- コールズ郡 南西
- ダグラス郡 北西
- シャンペーン郡 北西

## 人口動静
2000年国勢調査で、この郡は人口19,704人、7,874世帯、及び5,322家族が暮らしている。人口密度は12/km2 (32/mi2) である。5/km2 (14/mi2) の平均的な密度に8,611軒の住宅が建っている。この郡の人種的な構成は白人97.12%、アフリカン・アメリカン1.84%、先住民0.19%、アジア0.19%、太平洋諸島系0.01%、その他の人種0.25%、及び混血0.40%である。ここの人口の0.78%はヒスパニックまたはラテン系である。
この郡内の住民は23.90%が18歳未満の未成年、18歳以上24歳以下が8.30%、25歳以上44歳以下が27.00%、45歳以上64歳以下が23.20%、及び65歳以上が17.70%にわたっている。中央値年齢は39歳である。女性100人ごとに対して男性は95.10人である。18歳以上の女性100人ごとに対して男性は93.40人である。
この郡の世帯ごとの平均的な収入は35,203米ドルであり、家族ごとの平均的な収入は41,245米ドルである。男性は30,214米ドルに対して女性は21,097米ドルの平均的な収入がある。この郡の一人当たりの収入 (per capita income) は17,857米ドルである。人口の10.50%及び家族の7.60%は貧困線以下である。全人口のうち18歳未満の14.20%及び65歳以上の9.90%は貧困線以下の生活を送っている。

## 都市及び町
- バーミリオン
- Brocton
- Chrisman
- Hume
- Kansas
- Metcalf
- Paris
- Redmon